# عبد الرحيم جمعة
عبد الرحيم جمعة (بالإنجليزية: Abdulrahim Jumaa) (مواليد 23 مايو 1979) لاعب كرة قدم إماراتي دولي يجيد اللعب في مركز الوسط .
لعب سابقاً لأندية الوحدة والجزيرة و الظفرة .

## روابط خارجية
- عبد الرحيم جمعة على موقع الاتحاد الدولي (مؤرشف)  (الإنجليزية)
- عبد الرحيم جمعة على موقع ناشيونال فوتبول تيمز (الإنجليزية)
- عبد الرحيم جمعة على موقع عالم كرة القدم.نت (الإنجليزية)